# Protestantse Kerk van Hausberge
De Protestantse Kerk in Hausberge (Duits: Evangelische Kirche in Hausberge), een Stadtteil van de Duitse plaats Porta Westfalica (Noordrijn-Westfalen), is het kerkgebouw van de protestants-lutherse kerkgemeente Hausberge.
De renaissance kerk werd in de eerste helft van de 17e eeuw gebouwd; de toren is echter iets ouder.

## Bouwgeschiedenis en architectuur

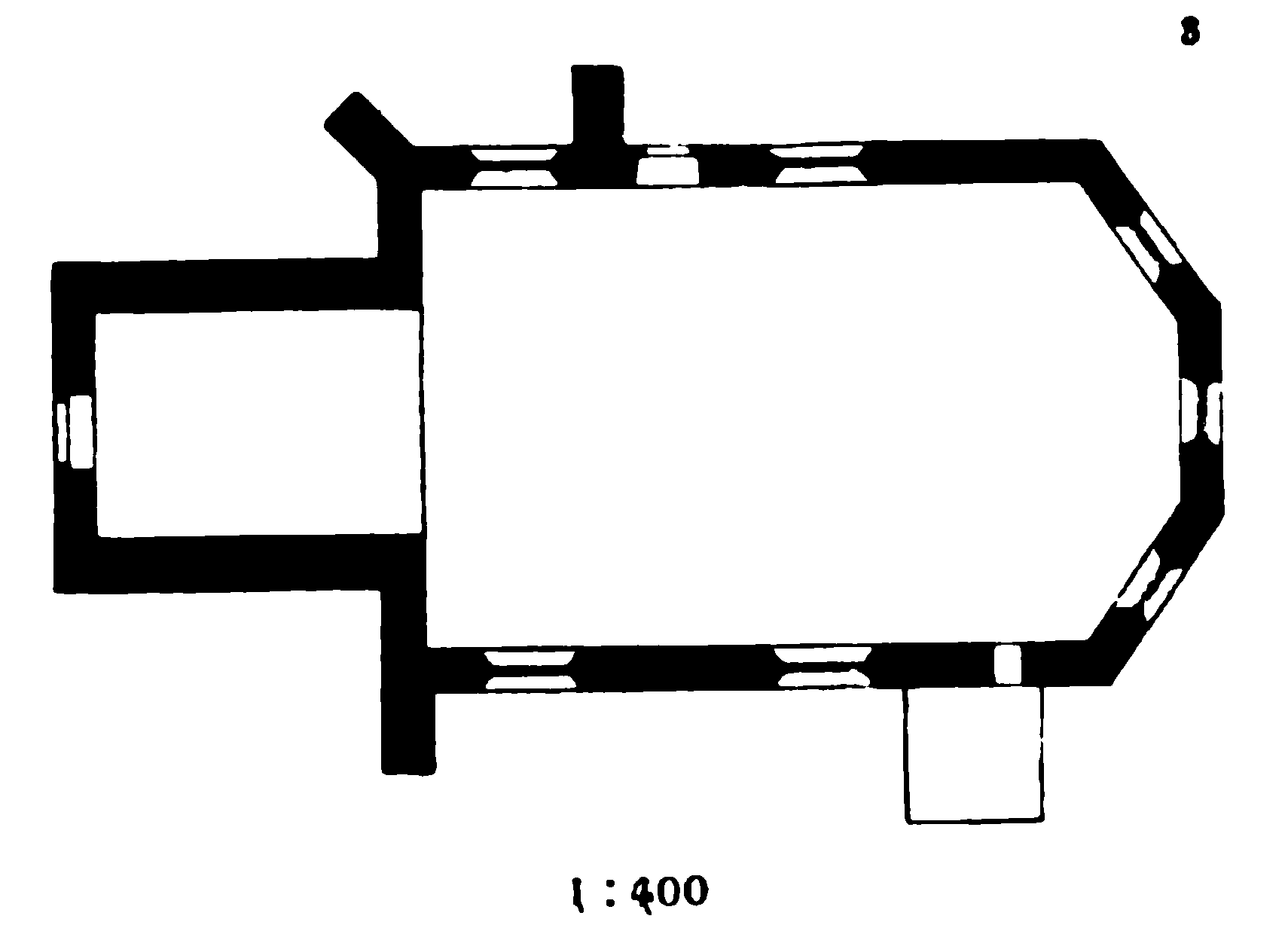
Plattegrond

Het kerkschip van de huidige kerk werd in 1624 aan de reeds bestaande weertoren aangebouwd. Van de voorgangerkerken op deze plaats is verder niets bekend. De kerk betreft een zaalkerk met een driezijdige koorafsluiting.
De toren draagt een inschrift van het bouwjaar 1599 en bezit een tongewelf. De torenspits werd pas in 1888 toegevoegd.
De ramen zijn voornamelijk rondbogig en deels met maaswerk versierd, het koor heeft echter spitsbogige ramen met visblaasvormig maaswerk. Een aanbouw op de zuidelijke kant uit 1927 werd bij een grondige restauratie in 1963 weer afgebroken.

## Interieur
Tot het interieur behoort het achthoekige, laatgotische doopvont, dat waarschijnlijk ouder is dan de kerk zelf. Aan de noordelijke muur van het koor bevinden zich bij het doopvont twee epitafen. Het crucifix stamt vermoedelijk uit de oorspronkelijke inrichting van de kerk (na 1624).